# Tale e quale Sanremo (seconda edizione)
La seconda edizione del talent show Tale e quale Sanremo (spin-off di Tale e quale show) è andata in onda il 17 e il 24 febbraio 2024 per due puntate con la conduzione di Carlo Conti in prima serata su Rai 1.
Le due puntate sono state registrate rispettivamente il 13 e il 20 febbraio 2024.
La giuria è composta da Loretta Goggi, Giorgio Panariello e Cristiano Malgioglio.
L'edizione è stata vinta da Alessandro Greco, si classifica al secondo posto Tiziana Rivale.

## Il programma
Questo spin-off prevede una gara fra ventiquattro VIP che hanno partecipato alle precedenti edizioni del programma. Ciascuno di essi è impegnato nell'imitazione di personaggi celebri del Festival della canzone italiana attraverso la reinterpretazione dei brani di questi ultimi dal vivo. Al termine della serata sono sottoposti al giudizio di una giuria. Ogni giurato dichiara i suoi voti per ciascun concorrente, assegnando da cinque a quindici punti, nella prima puntata, e a quattordici nella seconda. Inoltre, ciascun concorrente in gara deve dare cinque punti ad uno dei concorrenti o a sé stesso, che si sommano a quelli assegnati dalla giuria, determinando così la classifica della puntata. Nella prima puntata si esibiscono i primi dodici concorrenti, dove il vincitore di puntata si sfida col migliore della puntata successiva, decretando così il campione di Tale e quale Sanremo 2024.

## Cast

### Concorrenti

#### Uomini
| Concorrente        | Edizione di provenienza | Posizione        | Puntata    |
| ------------------ | ----------------------- | ---------------- | ---------- |
| Enzo Decaro        | 1ª edizione             | 2º posto         | 1ª puntata |
| Paolo Conticini    | 2ª edizione             | 5º posto         | 2ª puntata |
| Alessandro Greco   | 4ª edizione             | 5º posto         | 1ª puntata |
| Pino Insegno       | 4ª edizione             | 12º posto        | 1ª puntata |
| Massimo Lopez      | 5ª edizione             | 2º posto         | 1ª puntata |
| Marco Carta        | 7ª edizione             | 1º posto         | 1ª puntata |
| Massimo Di Cataldo | 8ª edizione             | 5º posto         | 2ª puntata |
| Andrea Agresti     | 8ª edizione             | 6º posto         | 2ª puntata |
| Virginio           | 10ª edizione            | 2º posto         | 2ª puntata |
| Pierpaolo Pretelli | 11ª edizione            | 5º posto         | 2ª puntata |
| Gilles Rocca       | 12ª edizione            | 3º posto         | 1ª puntata |
| Scialpi            | 13ª edizione            | Ritirato         | 1ª puntata |
| Fabio Ricci        | Non partecipante        | Non partecipante | 1ª puntata |

#### Donne
| Concorrente        | Edizione di provenienza | Posizione | Puntata    |
| ------------------ | ----------------------- | --------- | ---------- |
| Luisa Corna        | 1ª edizione             | 6º posto  | 1ª puntata |
| Mietta             | 2ª edizione             | 6º posto  | 1ª puntata |
| Gigliola Cinquetti | 2ª edizione             | 7º posto  | 2ª puntata |
| Silvia Salemi      | 3ª edizione             | 7º posto  | 2ª puntata |
| Deborah Iurato     | 6ª edizione             | 4º posto  | 2ª puntata |
| Alessandra Drusian | 8ª edizione             | 2º posto  | 1ª puntata |
| Lidia Schillaci    | 9ª edizione             | 3º posto  | 2ª puntata |
| Tiziana Rivale     | 9ª edizione             | 6º posto  | 2ª puntata |
| Alba Parietti      | 11ª edizione            | 9º posto  | 1ª puntata |
| Valeria Marini     | 12ª edizione            | 11º posto | 1ª puntata |
| Ilaria Mongiovì    | 13ª edizione            | 3º posto  | 1ª puntata |

#### Fuori gara
| Concorrente          | Edizione di provenienza | Posizione         |
| -------------------- | ----------------------- | ----------------- |
| Gabriele Cirilli     | 1ª edizione 2ª edizione | 3º posto 4º posto |
| Francesco Paolantoni | 10ª edizione            | 7º posto          |

### Giudici
La giuria è composta da:
- Loretta Goggi
- Cristiano Malgioglio
- Giorgio Panariello

#### Quarto giudice
In quest'edizione la giuria è stata affiancata dalla presenza di un quarto giudice che partecipa al voto delle esibizioni e stila una propria classifica.
| Puntata | Messa in onda    | Quarto giudice |
| ------- | ---------------- | -------------- |
| 1       | 17 febbraio 2024 | Pupo           |
| 2       | 24 febbraio 2024 | Iva Zanicchi   |

### Coach
I coach dei concorrenti sono:
- Daniela Loi: vocal coach
- Matteo Becucci: vocal coach
- Maria Grazia Fontana: vocal coach
- Fabrizio Mainini: coreografo
- Emanuela Aureli: imitatrice
- Antonio Mezzancella: vocal coach
- Pinuccio Pirazzoli: direttore d'orchestra

## Puntate

### Prima puntata
La prima puntata è andata in onda il 17 febbraio 2024 ed è stata vinta da Alessandro Greco, che ha interpretato Toto Cutugno ne Gli amori.
| Ordine | Canzone e cantante imitato                      | Concorrente                    | Già imitato | Punteggio | Panariello | Goggi | Malgioglio | Pupo | Concorrenti |
| ------ | ----------------------------------------------- | ------------------------------ | ----------- | --------- | ---------- | ----- | ---------- | ---- | ----------- |
| 5      | Gli amori - Toto Cutugno                        | Alessandro Greco               | No          | 72        | 16         | 15    | 15         | 16   | 10          |
| 7      | Dio, come ti amo - Domenico Modugno             | Massimo Lopez                  | Sì          | 69        | 14         | 14    | 16         | 15   | 10          |
| 3      | E non finisce mica il cielo - Mia Martini       | Mietta                         | Sì          | 59        | 10         | 10    | 9          | 10   | 20          |
| 2      | Dimmi come - Alexia                             | Ilaria Mongiovì                | No          | 57        | 15         | 16    | 13         | 13   | -           |
| 8      | Vattene amore - Amedeo Minghi e Mietta          | Jalisse                        | No          | 52        | 9          | 12    | 14         | 12   | 5           |
| 1      | Se stiamo insieme - Riccardo Cocciante          | Marco Carta                    | Sì          | 50        | 13         | 13    | 10         | 14   | -           |
| 11     | Le mille bolle blu - Mina                       | Luisa Corna                    | Sì          | 42        | 11         | 9     | 8          | 9    | 5           |
| 12     | Oggi sono io - Alex Britti                      | Gilles Rocca                   | No          | 41        | 12         | 11    | 7          | 11   | -           |
| 9      | Un grande amore e niente più - Peppino di Capri | Enzo Decaro                    | Sì          | 39        | 8          | 8     | 11         | 7    | 5           |
| 10     | Adesso tu - Eros Ramazzotti                     | Scialpi                        | No          | 37        | 6          | 6     | 12         | 8    | 5           |
| 6      | Siamo donne - Sabrina Salerno e Jo Squillo      | Alba Parietti e Valeria Marini | No          | 26        | 7          | 7     | 6          | 6    | -           |
| 4      | Una lacrima sul viso - Bobby Solo               | Pino Insegno                   | Sì          | 20        | 5          | 5     | 5          | 5    | -           |

- Quarto giudice: Pupo
- Ospiti: Riccardo Rossi
- Esibizioni fuori gara: Francesco Paolantoni e Gabriele Cirilli che interpretano gli Scissor Sisters in I Don't Feel Like Dancin'

### Seconda puntata
La seconda puntata è andata in onda il 24 febbraio 2024 ed è stata vinta da Tiziana Rivale, che ha interpretato Loredana Bertè in Pazza. Questa puntata ha inoltre decretato Alessandro Greco campione dell'edizione.
| Ordine | Canzone e cantante imitato                   | Concorrente        | Già imitato | Punteggio | Panariello | Goggi | Malgioglio | Zanicchi | Concorrenti |
| ------ | -------------------------------------------- | ------------------ | ----------- | --------- | ---------- | ----- | ---------- | -------- | ----------- |
| 7      | Pazza - Loredana Bertè                       | Tiziana Rivale     | No          | 56        | 14         | 14    | 10         | 13       | 5           |
| 8      | Fatti avanti amore - Nek                     | Virginio           | Sì          | 55        | 11         | 12    | 13         | 9        | 10          |
| 9      | Senza pietà - Anna Oxa                       | Silvia Salemi      | No          | 54        | 13         | 13    | 9          | 14       | 5           |
| 3      | ...E dimmi che non vuoi morire - Patty Pravo | Gigliola Cinquetti | No          | 47        | 7          | 9     | 14         | 12       | 5           |
| 5      | La solitudine - Laura Pausini                | Deborah Iurato     | Sì          | 46        | 8          | 11    | 11         | 11       | 5           |
| 2      | Sinceramente - Annalisa                      | Lidia Schillaci    | No          | 42        | 10         | 8     | 12         | 7        | 5           |
| 4      | Cenere - Lazza                               | Pierpaolo Pretelli | No          | 38        | 12         | 10    | 6          | 10       | -           |
| 1      | Un'avventura - Lucio Battisti                | Massimo Di Cataldo | No          | 31        | 6          | 6     | 8          | 6        | 5           |
| 10     | Mi manchi - Fausto Leali                     | Paolo Conticini    | Sì          | 31        | 9          | 7     | 7          | 8        | -           |
| 6      | Sarà per te - Francesco Nuti                 | Andrea Agresti     | No          | 30        | 5          | 5     | 5          | 5        | 10          |

- Quarto giudice: Iva Zanicchi
- Esibizioni fuori gara: Francesco Paolantoni e Gabriele Cirilli che interpretano gli Aqua in Barbie Girl

## Cinque punti dei concorrenti
Ogni concorrente deve dare cinque punti a uno degli altri concorrenti (oppure a sé stesso). Questi cinque punti, assegnati prima dei punteggi forniti dai membri della giuria, contribuiscono a formare la classifica finale e il vincitore di puntata, che viene svelato al termine della stessa.

## Classifica finale
Dopo le esibizioni della seconda puntata, i vincitori di ciascuna serata sono tornati in scena insieme per sottoporsi alla votazione finale che ha decretato il campione di quest'edizione.
| Ordine | Canzone e cantante imitato | Concorrente      | Voti |
| ------ | -------------------------- | ---------------- | ---- |
| 1      | Gli amori - Toto Cutugno   | Alessandro Greco | 4    |
| 2      | Pazza - Loredana Bertè     | Tiziana Rivale   | 1    |

- Alessandro Greco vince la seconda edizione di Tale e quale Sanremo.
- Tiziana Rivale è la seconda classificata.

## Ascolti
| Puntata | Messa in onda    | Telespettatori | Share  |
| ------- | ---------------- | -------------- | ------ |
| 1       | 17 febbraio 2024 | 3 073 000      | 19,91% |
| 2       | 24 febbraio 2024 | 3 159 000      | 18,98% |
| Media   | Media            | 3 116 000      | 19,45% |